# Теслефф, Эллен
Эллен Теслефф (фин. Ellen Thesleff; 5 октября 1869, Гельсингфорс, Великое княжество Финляндское — 12 января 1954, Хельсинки, Финляндия) — финская художница и график, одна из первых в Финляндии художниц-экспрессионистов.

## Биография
Родилась 5 октября 1869 года в Гельсингфорсе в семье художника. В детстве и юности Эллен жила с семьей на острове Кумпусаари около Куопио на семейной ферме. Девочка увлекалась пением и игрой на фортепиано, а первым учителем живописи для неё был отец.
С 1885 по 1886 год училась в частной Академии Адольфа фон Беккера в Хельсинки, а с 1887 по 1890 год обучалась в рисовальной школе финского Художественного Общества, после чего с 1890 по 1891 год училась у Гуннара Фредрика Берндтсона в Академии изящных искусств.

### Обучение в Париже
С 1891 по 1892 и с 1893 по 1894 год продолжила обучение в Париже, в Академии Коларосси, в мастерской Гюстава Курто, где она занималась с подругами Бэдой Штерншантц и Анной Бремер (Anna Bremer). В Париже художница была увлечена творчеством Пюви де Шаванна, впервые увидела работы Леонардо да Винчи, Боттичелли и Микеланджело, что укрепило в ней желание побывать в Италии.
В 1892 году художница написала одно из самых известных своих произведений, которое критики считают одной из самых «чистых» картин в символистском искусстве — портрет сестры «Thyra Elisabethin» (1892).
В 1892 году умирает её отец, и художница на пару лет оставляет живопись.
Когда она начала писать снова, стало очевидным, что у художницы продолжается период «черного колоризма», с которого она начинала. В этот период появляются картины и рисунки темных оттенков. Наиболее ярким примером является «Автопортрет», датированный между 1894 и 1895 гг. Чтобы отвлечься от мрачных воспоминаний, художница отправляется в путешествие: она показывала свои работы в различных странах, включая Швецию, Россию и Норвегию.

### Поездка в Италию
В 1894 году она побывала во Флоренции, Риме и Неаполе, изучая искусство старых мастеров, в частности Мазаччо и Фра Анджелико. Италия стала одним из самых мощных источников её вдохновения — «У старых мастеров можно многому научиться, поскольку их искусство честное» — писала художница. Историки живописи выделяют из пейзажной тематики картин Теслефф фиолетово-синие горные пейзажи Тосканы.
В 1895 году художница вернулась в Италию вновь, но уже вместе с матерью и сестрой. Зимой 1897 года она работала во Флоренции в «финской колонии» художников, где общалась с Бедой Штерншантц, Хьюго Симбергом, Магнусом Энкелем и Аксели Галлен-Каллелой, многие из которых приехали в Италию с семьями. В Италии картины художницы впервые появились в печати, а страна постепенно стала для неё вторым домом.
В 1898 году она продала свою виллу в Финляндии и по собственному проекту построила дом на пляже Каса Бьянка в Италии, который и стал её основной резиденцией. Лето художница проводила в Финляндии в Муролесси на второй семейной вилле.
В 1897 году во Флоренции художница познакомилась с известным английским театральным реформатором Гордоном Крэгом, который стал её другом на всю жизнь и вдохновил её заниматься переводом своих картин в гравюры на дереве, которые позже стали популярны в Финляндии.
В 1900 году на Всемирной Парижской выставке художница получила бронзовую медаль.

### Работа в Финляндии
С 1909 по 1912 год Теслефф вновь жила и работала в Финляндии, где её любимыми местами для работы были Муролесси (Руовеси) и Хельсинки.
В 1933 Теслефф получила домашнюю студию художника Лаллукка в Хельсинки.
В 1951 году была награждена высшей государственной наградой Финляндии для деятелей искусств — медалью «Pro Finlandia». В 1952 году художницу сбил трамвай, и она сломала бедро.
Умерла 12 января 1954 года в возрасте 84 лет.

## Творчество
В 1891 году ещё до поездки в Париж Теслефф представила на финской выставке Общества финских художников свою работу «Эхо» (1890-91), которая привлекла внимание критиков, увидевших в ней признаки новой художественной тенденции в финском искусстве.
С 1891 года художница стала известна, благодаря своим символическим картинам в темных тонах, в которых человек и природа резонирует в отражениях мечты и реальности.
Считается первой финской фовисткой, начиная работать в этом стиле в 1905—1906 годах параллельно с другими европейскими экспрессионистами, а на протяжении своего творческого пути совершила переход от реализма к символизму.
Для ранних работ художницы характерна сдержанная цветовая гамма и общая аскетичность. Существенные изменения в её творчестве начались в 1905 году, когда Эллен Теслефф познакомилась с Василием Кандинским. Под его влиянием в её работах появились новые яркие цвета, а также к более свободный, авторский подход к трактовке сюжета.
В период обучения во Франции мягкая седоватая тональность и тихая светотень художницы стали преобладающими в её картинах, но при этом она не принимала символистские фантазии как, например, в картинах Магнуса Энкеля и её темы были простыми, без «странных взглядов на предмет», с которыми она сталкивалась в работах своих коллег-символистов.
В поздний период творчества, художница разрабатывала свой поэтический стиль в более фантастическом направлении, создавая многослойные цветовые фантазии.
Работы Эллен Теслефф находятся в художественном музее Атенеум и Национальной галерее Куопио, а также в частных коллекциях. В галерее Куопио находится серия пастелей, которые были созданы в 1922 году в Куопио и навеяны детскими летними воспоминаниями.

## Семья
- Отец — Александр Август Теслефф (Alexander August Thesleff) (?-1892), художник
- Мать — Эмилия Матильда Санмарк (Emilia Mathilda Sanmark)
- Сестра — Тира Елизавета (1880—1959), Эллен написала её портрет в 1892 году
- Брат — Рольф[фин.] (1878—1938), дипломат

## Интересные факты
- В 2003 году предприниматель Андерс Виклёф приобрел одну из картин Теслефф за сумму в 500 000 евро.
- В декабре 2008 года картина «Девочка с полевыми цветами» была продана на международном аукционе Буковски за 126 000 евро.
- В 2008 году одна из улиц Куопио была названа именем Эллен Теслефф.